# Zyprische Badmintonmeisterschaft 2008
Die Zyprische Badmintonmeisterschaft 2008 fand vom 31. Mai bis zum 1. Juni 2008 statt. Es war die 19. Auflage der nationalen Titelkämpfe von Zypern im Badminton. Dameneinzel und Damendoppel wurden nicht ausgetragen.

## Titelträger
| Disziplin    | Sieger                                 |
| ------------ | -------------------------------------- |
| Herreneinzel | Demetris Kyprianou                     |
| Herrendoppel | Charis Charalambous Antonis C. Lazarou |
| Mixed        | Vasilis Vasou Dometia Ioannou          |